# Huperzia pulcherrima
Huperzia pulcherrima là một loài thực vật có mạch trong Họ Thạch tùng. Loài này được (Wall. ex Hook. & Grev.) Pic. Serm. mô tả khoa học đầu tiên năm 1970.